# 鈴木亜夫
鈴木 亜夫（すずき つぎお、1894年3月6日 - 1984年12月7日）は、日本の画家。題材は風景や静物、人物など幅広い。象徴的作品が特徴。

## 経歴
1894年（明治27年）3月6日、大阪府に生まれる。中学までに東京に転居して芝中学校を卒業。この頃、藤島武二や石井柏亭に師事する。1921年（大正10年）東京美術学校西洋画科を卒業。1928年（昭和3年）二科会会友となるも1930年（昭和5年）に脱会して独立美術協会の創設に参加した。1941年（昭和16年）陸軍美術会で記録画の担当となり戦争画を描いた。
1984年（昭和59年）12月7日、東京都調布市の自宅にて老衰のため死去。